# Shota Kikuchi
Shota Kikuchi (菊池 将太 Kikuchi Shota?, nacido el 14 de mayo de 1993 en Saitama) es un futbolista japonés que juega como delantero.
En 2017, Kikuchi se unió al Iwaki FC. Después de eso, jugó en el Iwate Grulla Morioka.

## Trayectoria

### Clubes
| Club                 | País  | Año         |
| -------------------- | ----- | ----------- |
| Iwaki FC             | Japón | 2017 - 2018 |
| Iwate Grulla Morioka | Japón | 2019 -      |

## Estadística de carrera

### J. League
| Club                 | Año   | J. League | J. League | Copa J. League | Copa J. League | Total | Total |
| Club                 | Año   | Part.     | Goles     | Part.          | Goles          | Part. | Goles |
| -------------------- | ----- | --------- | --------- | -------------- | -------------- | ----- | ----- |
| Iwate Grulla Morioka | 2019  | 23        | 1         | -              | -              | 23    | 1     |
| Total                | Total | 23        | 1         | 0              | 0              | 23    | 1     |